# Tōbu série 50000
La série 50000 (50000系, 50000-kei) de Tōbu est un type de rame automotrice exploitée par l'opérateur ferroviaire privé Tōbu au Japon depuis 2005.

## Description
La série 50000 est basée sur le modèle A-train du constructeur Hitachi. Les rames sont composées de 10 voitures avec des caisses en aluminium.
La série possède plusieurs variantes (sous-séries 50000, 50050, 50070 et 50090) qui diffèrent légèrement. La sous-série 50090 possède des sièges qui peuvent être positionnés en position longitudinale ou transversale pour les services TJ Liner.

## Histoire
La première rame est entrée en service en mars 2005.

## Services
- Sous-série 50000 : lignes Tōjō et Skytree
- Sous-série 50050 : lignes Nikkō, Isesaki et Skytree, Hanzōmon (Tokyo Metro) et Den-en-toshi (Tōkyū)
- Sous-série 50070 : lignes Tōjō, Fukutoshin et Yūrakuchō (Tokyo Metro), Tōyoko (Tōkyū) et Minatomirai (Yokohama Minatomirai Railway)
- Sous-série 50090 : ligne Tōjō

## Galerie photos

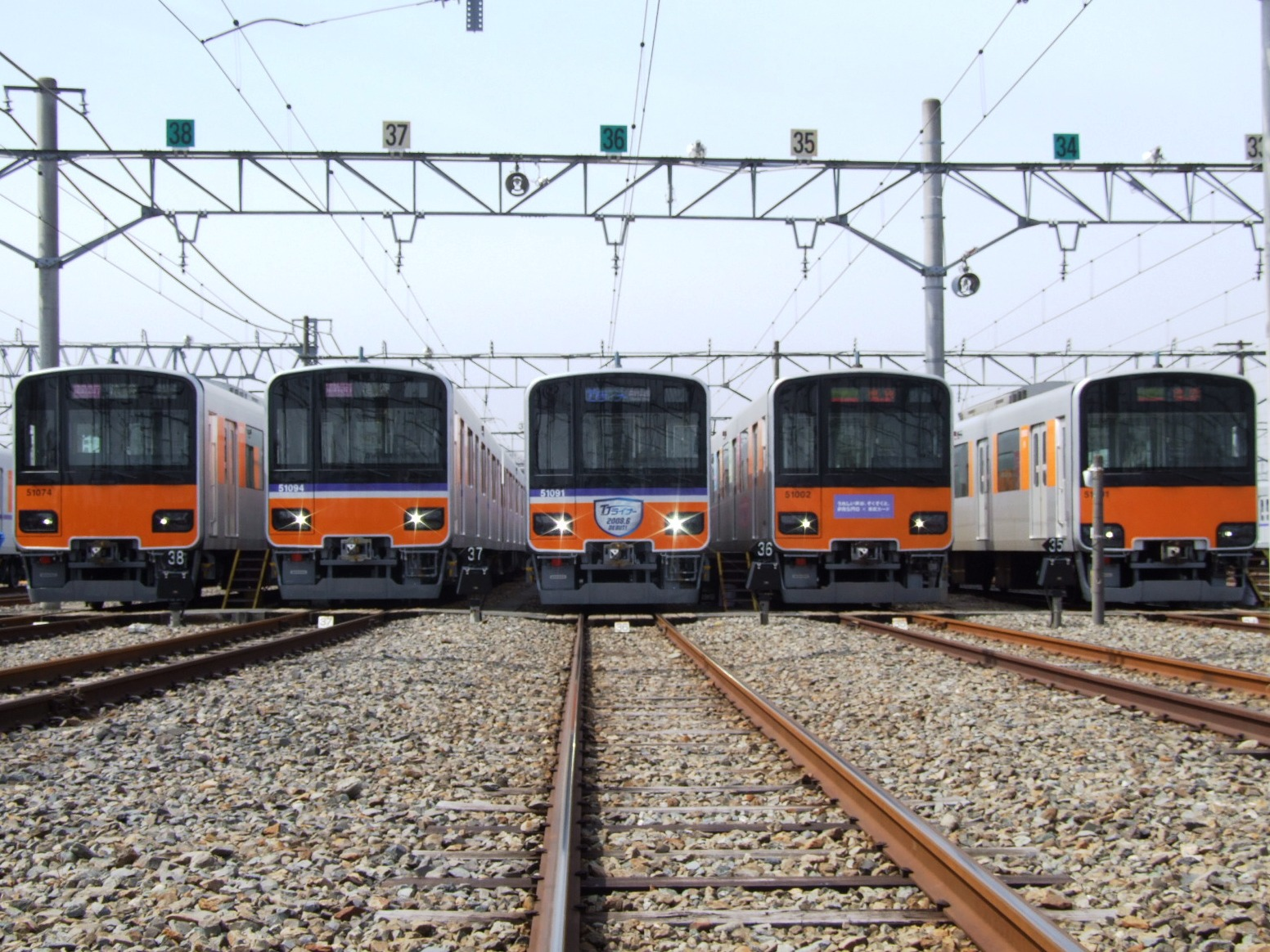
Différentes rames de la série 50000.
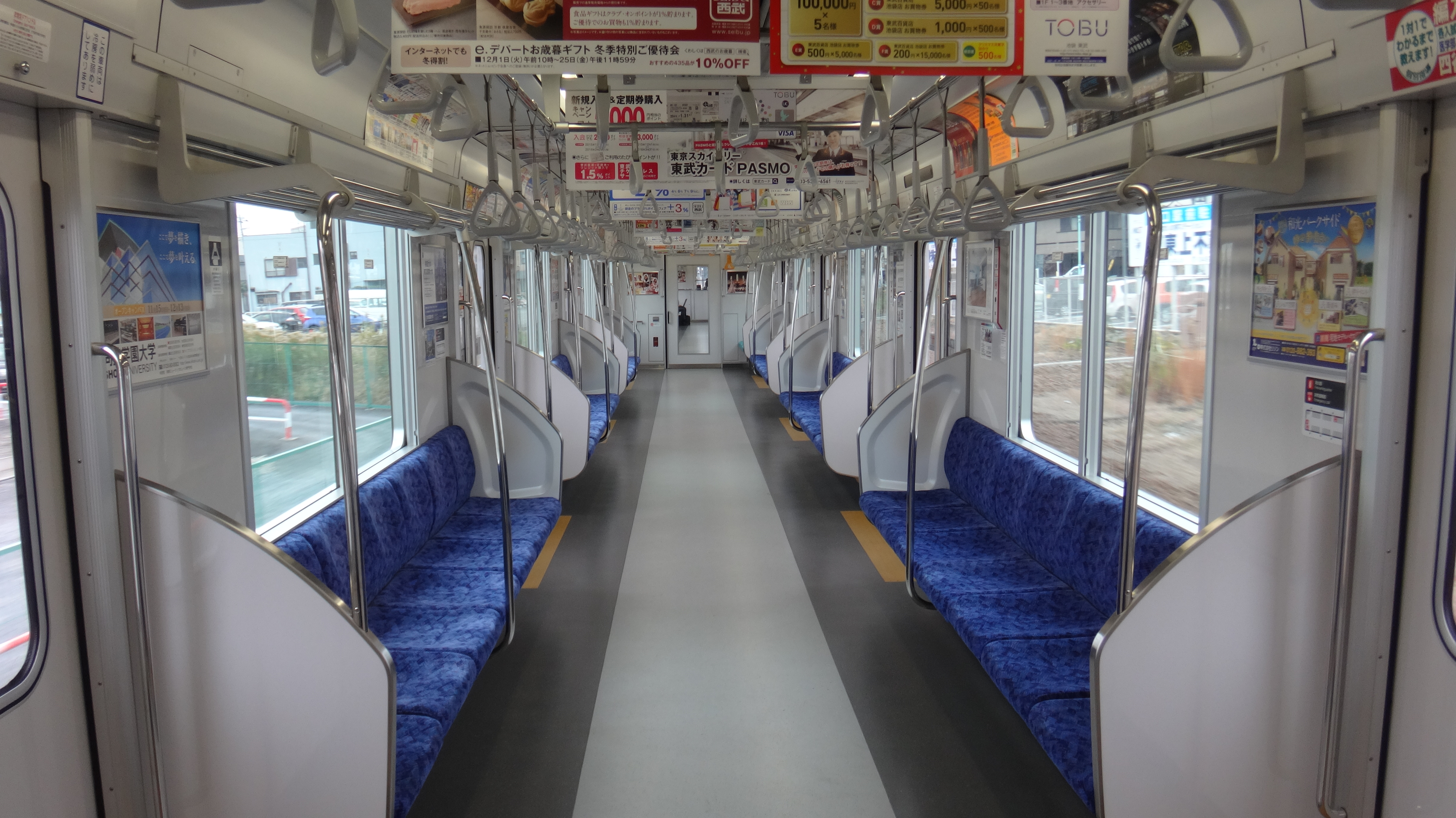
Intérieur avec des sièges longitudinaux.
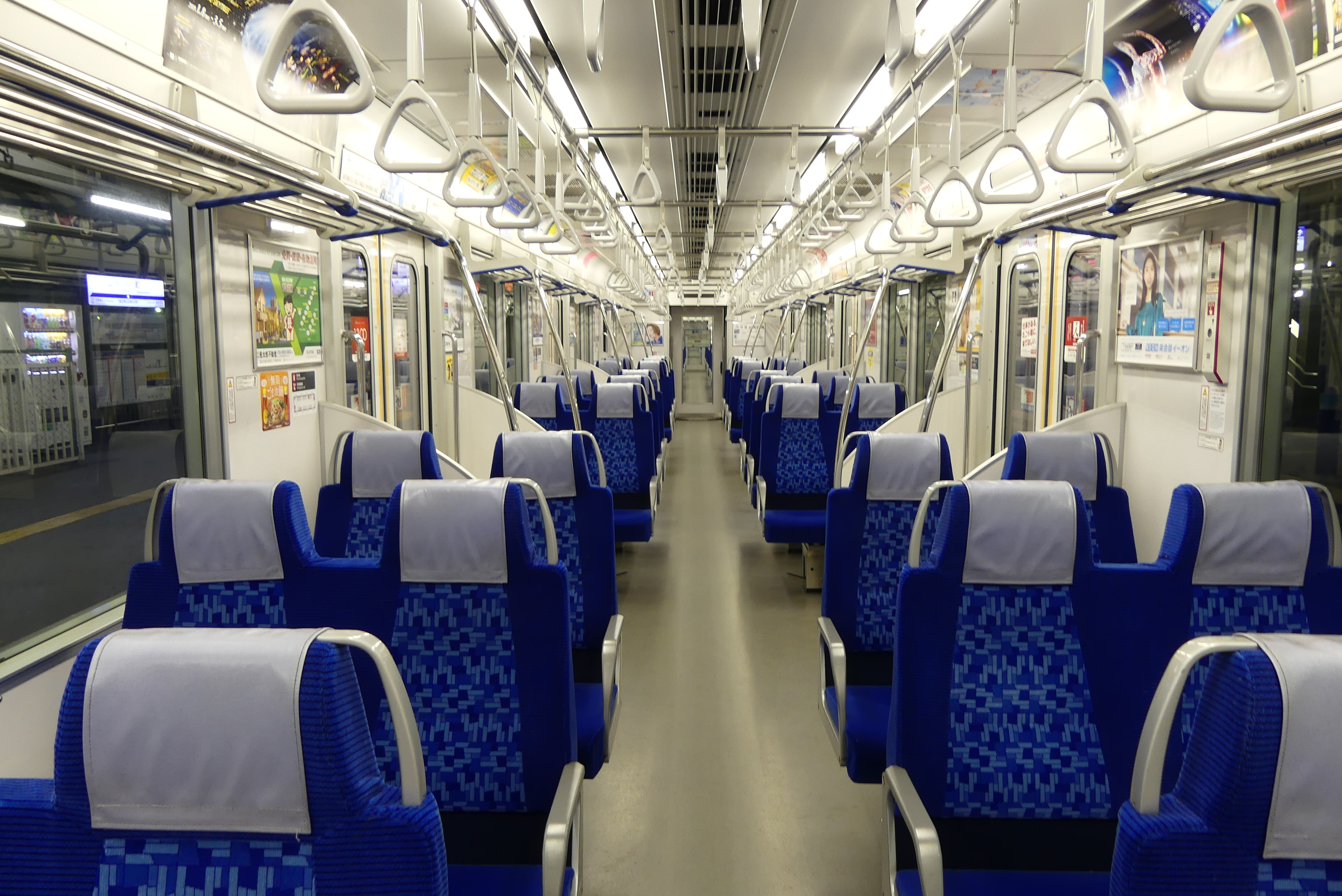
Intérieur avec des sièges transversaux.